# Chiesa di San Romolo a Valiana
La chiesa di San Romolo a Valiana è un edificio sacro che si trova in località Valiana, a Pratovecchio.

## Storia e descrizione
Fondata nel 1126, fu di patronato dei conti Guidi di Romena fino al passaggio alla repubblica fiorentina.
L'edificio romanico rurale è a navata unica senza abside, coperta a capriate lignee, e presenta sul pavimento tombe seicentesche. L'abside e la parte sinistra del presbiterio sono crollate in epoca imprecisata in seguito ad un sisma o ad uno smottamento del terreno. Nel XVIII secolo venne in gran parte rimaneggiata. È stata riportata alle sue forme romaniche nel 1984.
All'interno, dietro l'altare, è conservata una tavola di altissima qualità pittorica raffigurante la Pietà con i simboli della Passione e i Santi Gregorio e Longino del Maestro della Madonna Strauss, databile tra la fine del XIV e l'inizio del XV secolo.